# Кленовая ириска
Кленовая ириска — сладость, изготовленная путём выливания горячего кленового сока на снег, затем ириску поднимают, например, палочкой от эскимо или металлической вилкой. Эта сладость является частью традиционной культуры в Квебеке, Восточном Онтарио, Нью-Брансуике и северной части Новой Англии.

## Метод приготовления
Конфету готовят путём кипячения кленового сиропа примерно до 112 °C, лучше всего при этом использовать конфетный термометр. Густую жидкость кипятят на очень слабом огне или в кастрюле с горячей водой. Затем жидкость выливают в расплавленном состоянии на чистый снег, где холод заставляет её быстро сгущаться. Если сироп течёт, а не застывает, то он ещё не успел прокипятиться достаточно долго, чтобы получилась мягкая кленовая конфета. Как только леденец достаточно затвердеет, его можно будет взять в руки и съесть. Чем выше температура кипячения исходного сиропа, тем толще будет конечный результат. Обычно ириски едят свежими, пока они мягкие. Чаще всего кленовую ириску готовят и едят в кленоварне.

## Регионы
В Квебеке кленовая ириска готовится в кленоварнях и подаётся с традиционными квебекскими блюдами, включая другие сладости, которые приготовлены на основе кленового сахара. В Новой Англии приготовление этой сладости иногда называется «сахарной вечеринкой на снегу», а мягкие конфеты традиционно подаются с пончиками, маринованными огурцами и кофе. Солёные огурцы и кофе служат для того, чтобы противостоять сладости конфет.
Кленовая ириска также производится в канадской провинции Манитоба с использованием сиропа, сделанного из ясенелистного клёна. Сироп и ириски, полученные из этого клёна, как правило, темнее и имеют другой вкус.

## Галерея

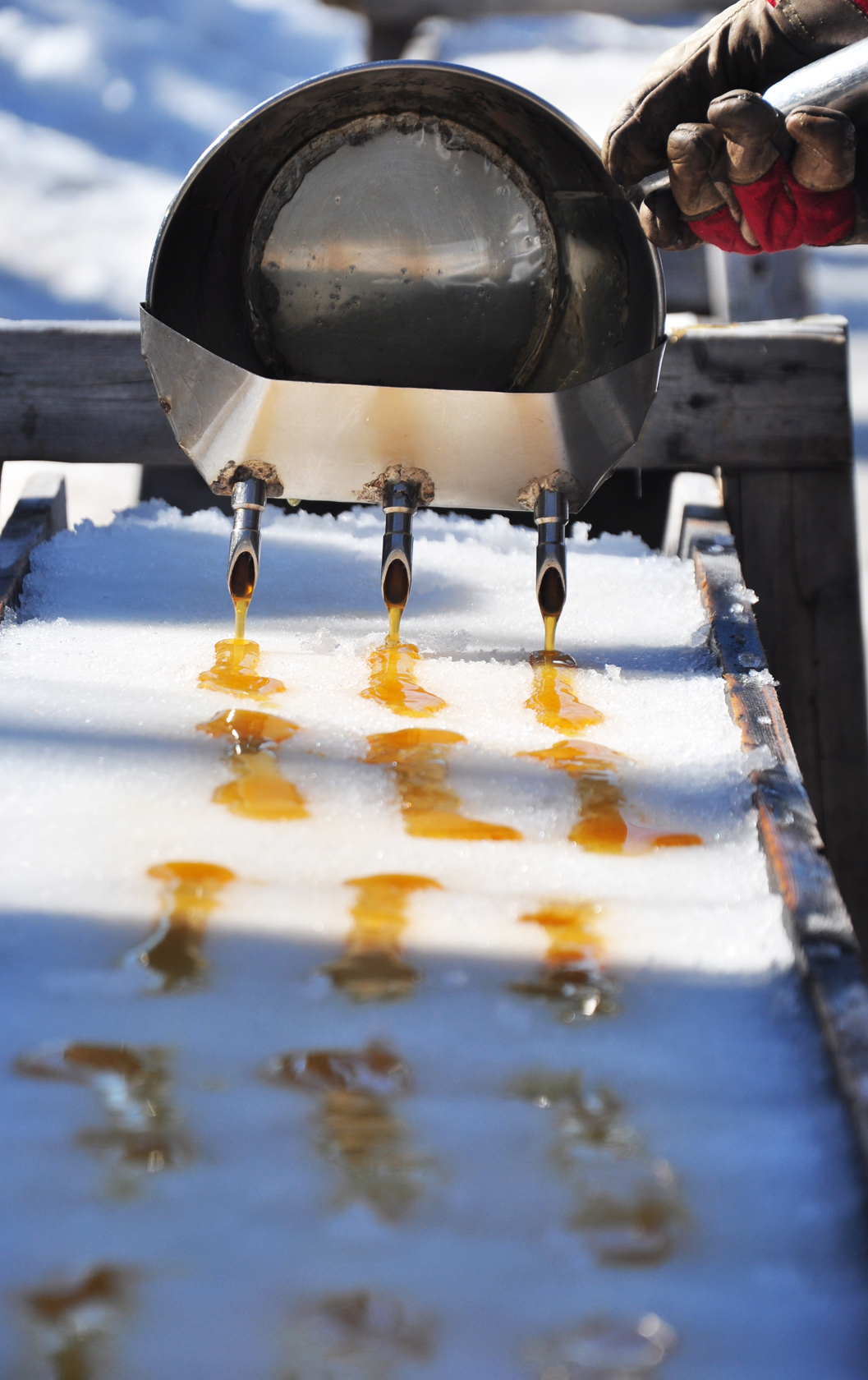
Приготовление ирисок
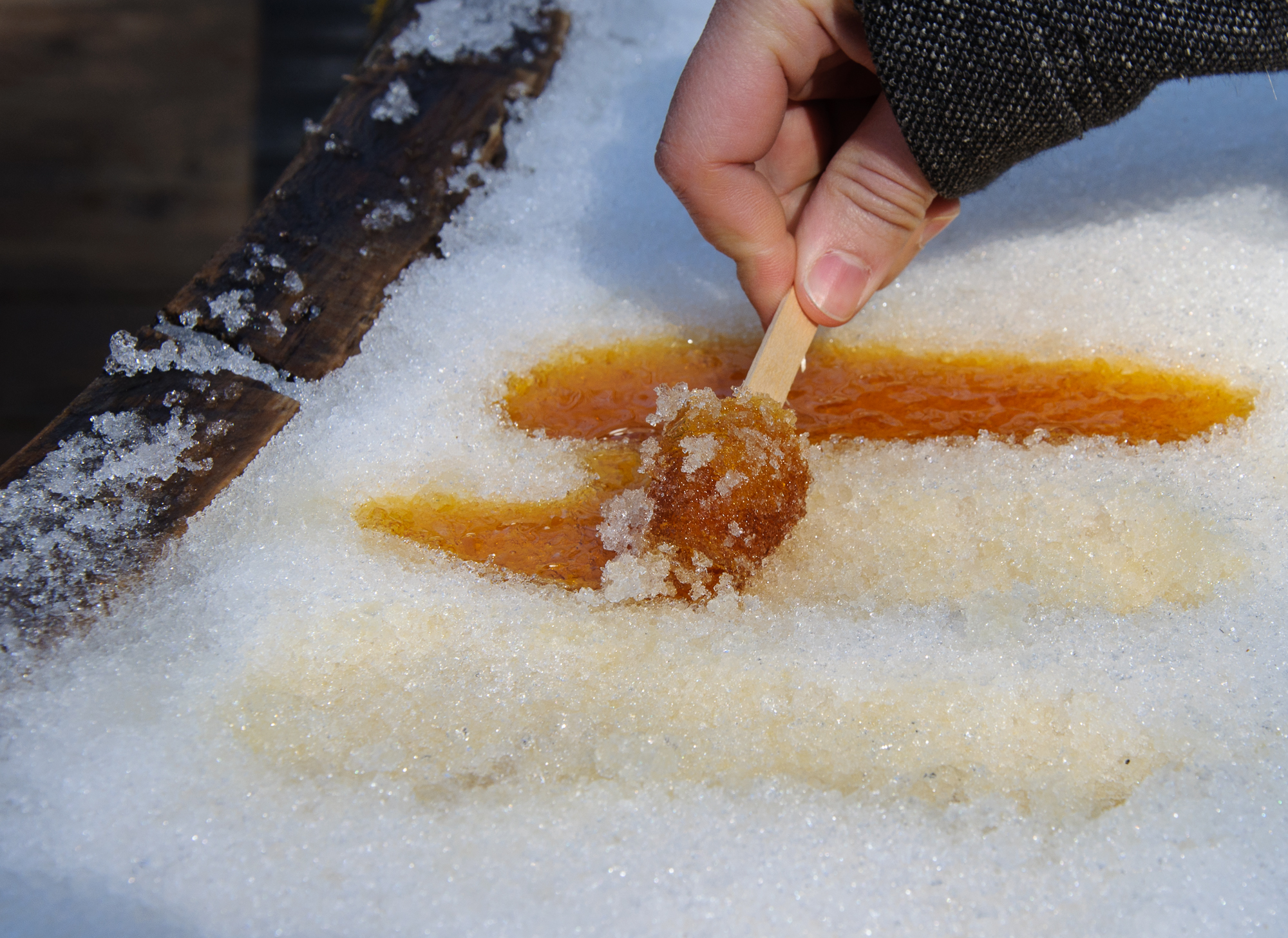
Кленовая ириска на палочке от эскимо
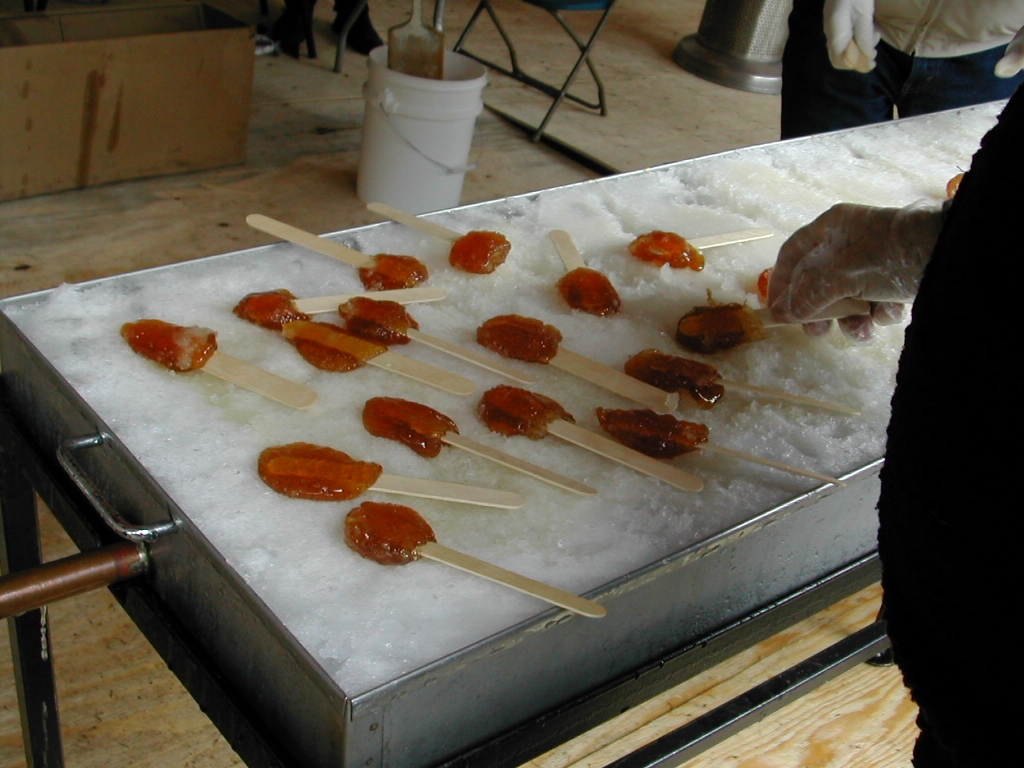
Ириски